# Janez Porenta
Janez Porenta, slovenski telovadec, * 3. junij 1896, † junij 1942, Ljubljana, Gramozna jama.
Porenta je bil telovadec »Sokola« član jugoslovanske telovadne vrste, s katero je dvakrat sodeloval na olimpijskih igrah. V mnogoboju je vrsta leta 1924 v Parizu osvojila 4. mesto, leta 1928 pa je v Amsterdamu osvojila bronasto medaljo. 
Porenta je med drugo svetovno vojno kot član vodstva Sokola dejavno sodeloval v Osvobodilni fronti, a je bil že spomladi 1942 v raciji ujet. Italijani so ga kot talca junija 1942 ustrelili v Gramozni jami v Ljubljani.